# Charlotte, Vermont
Charlotte är en kommun (town) i Chittenden County i delstaten Vermont i USA. Vid folkräkningen år 2000 bodde 3 569 personer på orten. Den har enligt United States Census Bureau en area på totalt 130,6 km², varav 23,2 km² är vatten.

## Kända personer från Charlotte
- Caroline Yale, reformpedagog